# Liste der Monuments historiques in Genlis
Die Liste der Monuments historiques in Genlis führt die Monuments historiques in der französischen Gemeinde Genlis auf.

## Liste der Objekte
| Bezeichnung                                        | Beschreibung                                  | Standort                       | Kennzeichnung | Schutzstatus | Datum | Bild |
| -------------------------------------------------- | --------------------------------------------- | ------------------------------ | ------------- | ------------ | ----- | ---- |
| Skulptur Dreifaltigkeit                            | Kalkstein, 15. Jahrhundert                    | in der Kirche St-Martin (Lage) | PM21001275    | Classé       | 1913  |      |
| Skulpturengruppe Mantelteilung des heiligen Martin | Kalkstein, zweite Hälfte des 15. Jahrhunderts | in der Kirche St-Martin (Lage) | PM21001276    | Classé       | 1971  |      |
| Gemälde Kreuzigung                                 | Ölfarbe auf Holz, 17. Jahrhundert             | in der Kirche St-Martin (Lage) | PM21001277    | Classé       | 1974  |      |